# Thecla dion
Thecla dion är en fjärilsart som beskrevs av Johann Gottlieb Schaller 1788. Thecla dion ingår i släktet Thecla och familjen juvelvingar. Inga underarter finns listade i Catalogue of Life.